# Stora Måsjö
Stora Måsjö är en sjö i Marks kommun i Västergötland och ingår i Viskans huvudavrinningsområde.